# Утиное (озеро, Архангельская область)
Утиное — озеро южнее мыса Нагурского острова Земля Александры архипелага Земля Франца-Иосифа. Административно расположено в Приморском районе Архангельской области России.
Площадь Утиного — 0,6 км², площадь водосборного бассейна — 15,3 км². В 1965 году считалось бессточным. По современным спутниковым снимкам видно, что озеро сообщается с Северным Ледовитым океаном через протоку на северо-западе.
Является одним из крупнейших озёр острова. Юго-восточнее расположена полярная станция Нагурское.
Код объекта в государственном водном реестре — 03030010211103000028847.